# Йорнлинд, Аннетт
Анне́тт Фельдт Йо́рнлинд (швед. Annette Feldt Jörnlind; род. 1 мая 1967, Вестерос) — шведская кёрлингистка.

## Достижения
- Чемпионат мира по кёрлингу среди женщин: серебро (2002).
- Чемпионат Швеции по кёрлингу среди смешанных команд: бронза (2003).

## Команды
| Сезон                                               | Четвёртый             | Третий                 | Второй            | Первый              | Запасной                             | Турниры              |
| --------------------------------------------------- | --------------------- | ---------------------- | ----------------- | ------------------- | ------------------------------------ | -------------------- |
| 1995—96                                             | Аннетт Йорнлинд       | Хелен Эдлунд           | Эрика Вестман     | Хелена Юнссон       | Элизабет Густафсон                   | ЧМ 1996 (7th)        |
| 1998—99                                             | Маргарета Сигфридссон | Мария Энгхольм         | Аннетт Йорнлинд   | Анна-Кари Линдхольм |                                      |                      |
| 2001—02                                             | Мария Энгхольм        | Маргарета Сигфридссон  | Аннетт Йорнлинд   | Анна-Кари Линдхольм | Ульрика Бергман тренер: Андреас Прюц | ЧМ 2002              |
| 2002—03                                             | Маргарета Сигфридссон | Мария Энгхольм         | Маргарета Драйбур | Аннетт Йорнлинд     |                                      |                      |
| Кёрлинг среди смешанных команд (mixed curling)      |                       |                        |                   |                     |                                      |                      |
| 2002—03                                             | Аннетт Йорнлинд       | Thomas Feldt           | Хелен Эдлунд      | Olle Jörnlind       |                                      | ЧШСК 2003            |
| 2013—14                                             | Thomas Feldt          | Аннетт Фельдт Йорнлинд | Roine Söderlund   | Хелен Эдлунд        |                                      | ЧШСК 2014 (13 место) |
| Кёрлинг среди смешанных пар (mixed doubles curling) |                       |                        |                   |                     |                                      |                      |
| 2011—12                                             | Аннетт Йорнлинд       | Thomas Feldt           |                   |                     |                                      | ЧШСП 2012 (9 место)  |

(скипы выделены полужирным шрифтом)

## Частная жизнь
Замужем, муж Томас Фельдт (швед. Thomas Feldt) — также кёрлингист, они в одной команде выиграли бронзовые медали на чемпионате Швеции среди смешанных команд в 2003; поженились в 2006.